# Mortara (stad)
De Italiaanse stad Mortara ligt in de Noord-Italiaanse provincie Pavia (regio Lombardije). De macabere naam is afgeleid van het Latijnse Mortis Ara wat Altaar des doods betekent. Deze naam werd aan de plaats gegeven na een bloedige slag tussen Karel de Grote en de Longobarden in het jaar 773. Tot 1860 was Mortara de hoofdstad van de provincie Lomellina. Tegenwoordig is het stadje meer bekend vanwege de ganzenteelt. Het belangrijkste monument in het historische centrum van Mortara is de 14de-eeuwse Basilica di S. Lorenzo.

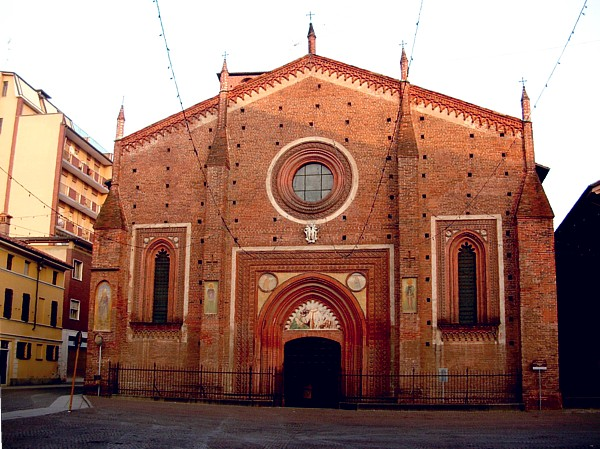
San Lorenzo
Stadhuis